# Завгородня вулиця (Конотоп)
Вулиця Завгородня — вулиця міста Конотоп Сумської області.

## Розташування
Вулиця розташована у районі Загребелля. Свій початок бере від вулиці Цілинної.

## Назва
Назва вулиці вказує на розташування вулиці за містом. У XVIII столітті розташувалася на східній межі міста.

## Історія
Існує з XVIII століття. Вперше згадується у 1782 році.
Інформації про інші назви немає.